# Kari (satèl·lit)
Kari, també conegut com a Saturn XLV (designació provisional S/2006 S 2), és un satèl·lit natural de Saturn. El seu descobriment va ser anunciat per Scott S. Sheppard, David C. Jewitt, Jan Kleyna, and Brian G. Marsden el 26 de juny de 2006 a partir d'observacions preses entre el gener i l'abril del 2006.
Kari té prop de 7 quilòmetres de diàmetre i orbita Saturn en una distància mitjana de 22.305.100 km en 1243,71 dies, amb una inclinació de 148,4° respecte a l'eclíptica (151,5° respecte a l'equador de Saturn), en direcció retrògrada i amb una excentricitat de 0,3405.
Va ser anomenat a l'abril de 2007 com Kari, fill de Fornjot, la personificació del vent en la mitologia nòrdica.